# خولیو موسیمی
خولیو موسیمی (اسپانیایی: Julio Musimessi‎؛ ۹ ژوئیهٔ ۱۹۲۴ – ۴ سپتامبر ۱۹۹۶) بازیکن فوتبال اهل آرژانتین بود.

## باشگاهی
از باشگاه‌هایی که در آن بازی کرده‌است می‌توان به باشگاه فوتبال نیولز اولد بویز و باشگاه فوتبال بوکا جونیورز اشاره کرد.

## تیم ملی
وی همچنین در تیم ملی فوتبال آرژانتین بازی کرده‌است.